# کاسپار آنتون کارل فان بتهوون
کاسپار آنتون کارل فان بتهوون (به آلمانی: Kaspar Anton Karl van Beethoven) (زادهٔ ۸ آوریل ۱۷۷۴، بن - درگذشتهٔ ۱۵ نوامبر ۱۸۱۵، وین) آهنگساز آلمانی و برادر کوچک‌ترِ لودویگ فان بتهوون، آهنگساز نامدار، بود.
پس از مرگِ کاسپار، لودویگ فان بتهوون بر سر حضانتِ برادرزاده‌اش، که «کارل» نام داشت، پنج سال با «یوهانا»، بیوهٔ کاسپار، نزاع قانونیِ تلخی داشت. سرانجام بتهوون در این نزاع پیروز شد؛ ولی این پیروزی برای کارل فاجعه بود؛ زندگی با یک ناشنوا، مردی بی‌زن و غیرعادی در بهترین شکلش هم وحشتناک بود. سرانجام کارل دست به خودکشی نافرجامی زد و بتهوون، که سلامتی‌اش رو به افول گذاشته بود، زیر بار آن خُرد شد.